# Heiligenkreuz am Waasen

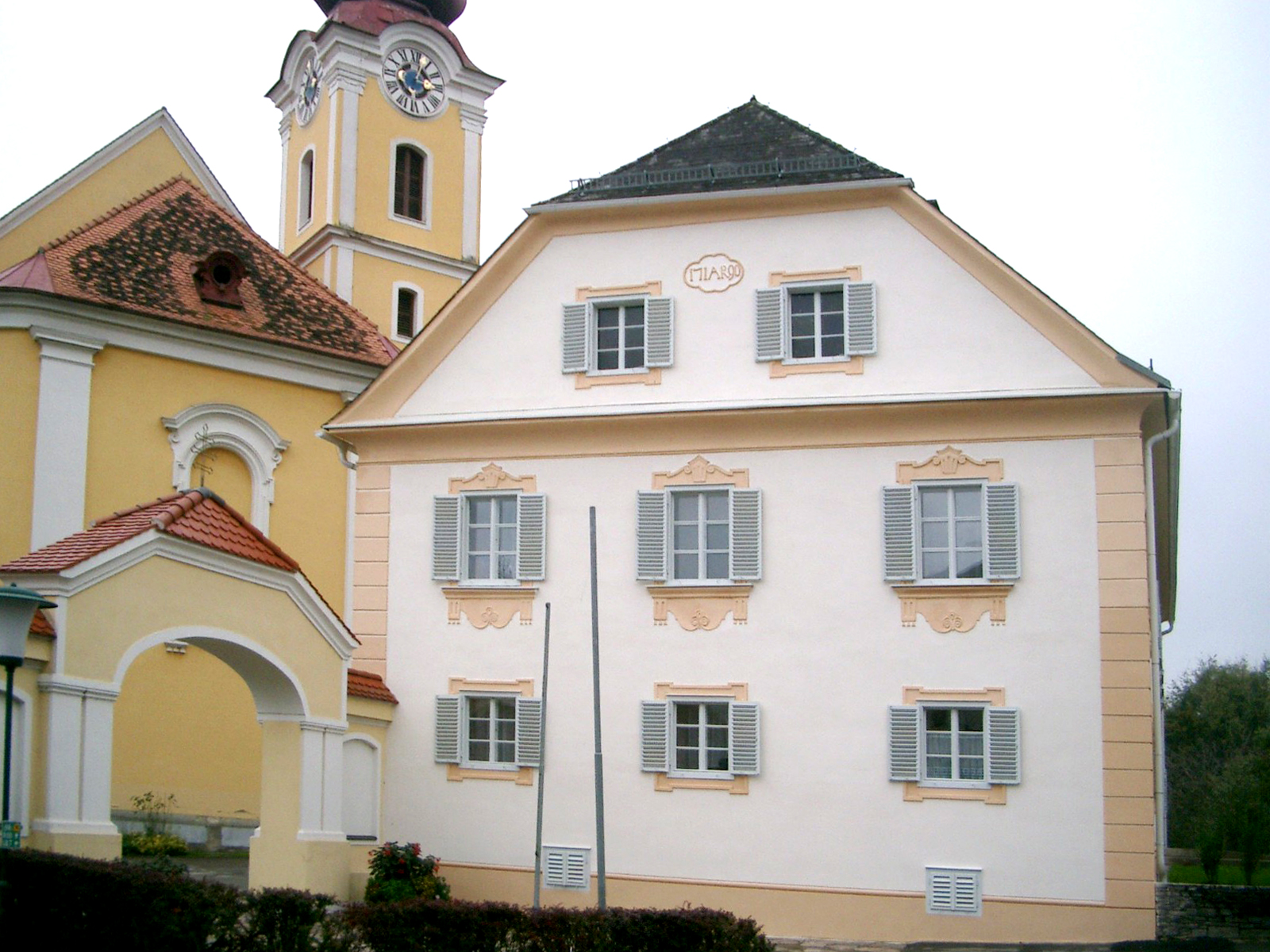
Pfarrhof und Portal zum Kirchhof in Heiligenkreuz

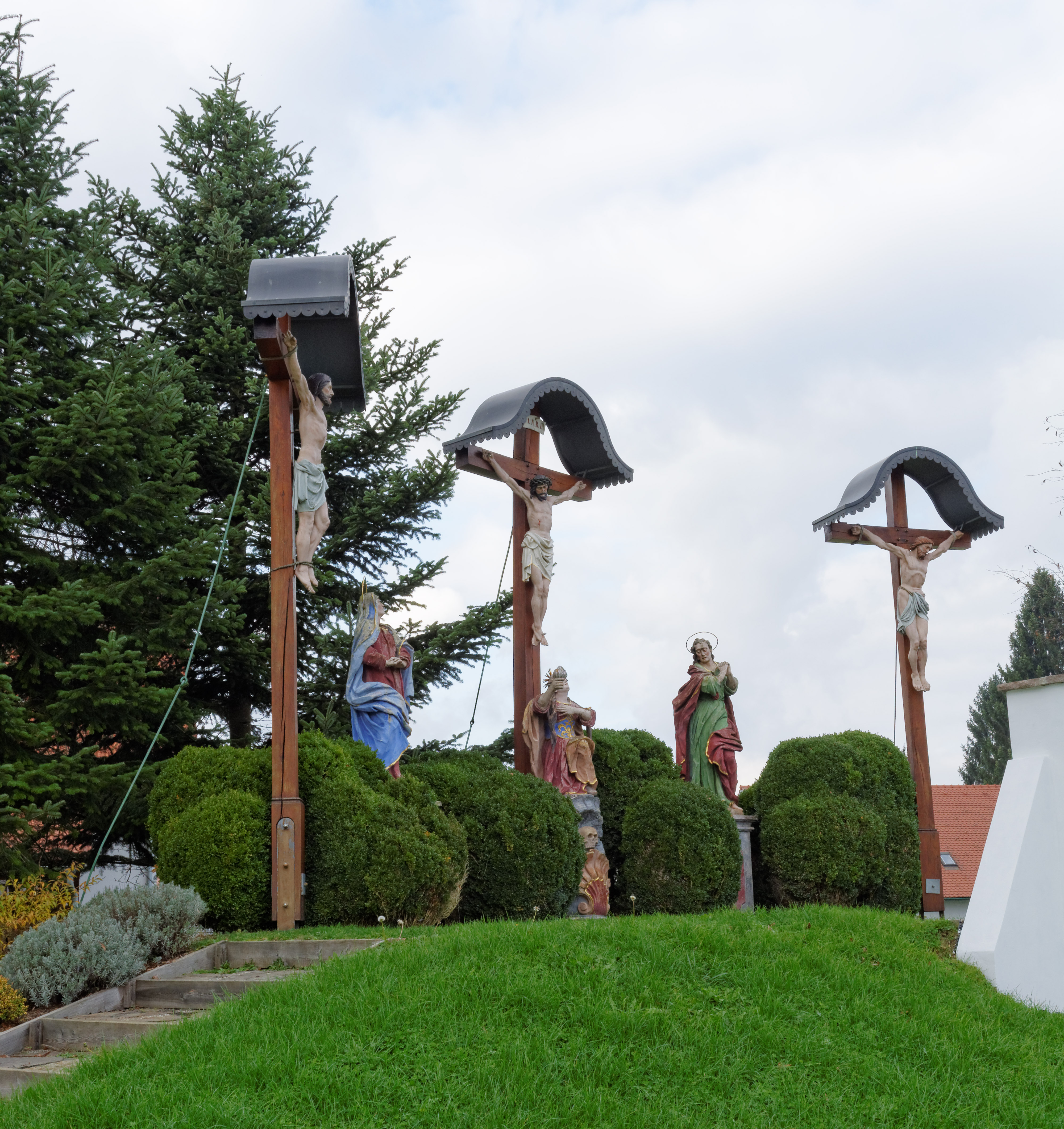
Kalvarienberg in Heiligenkreuz

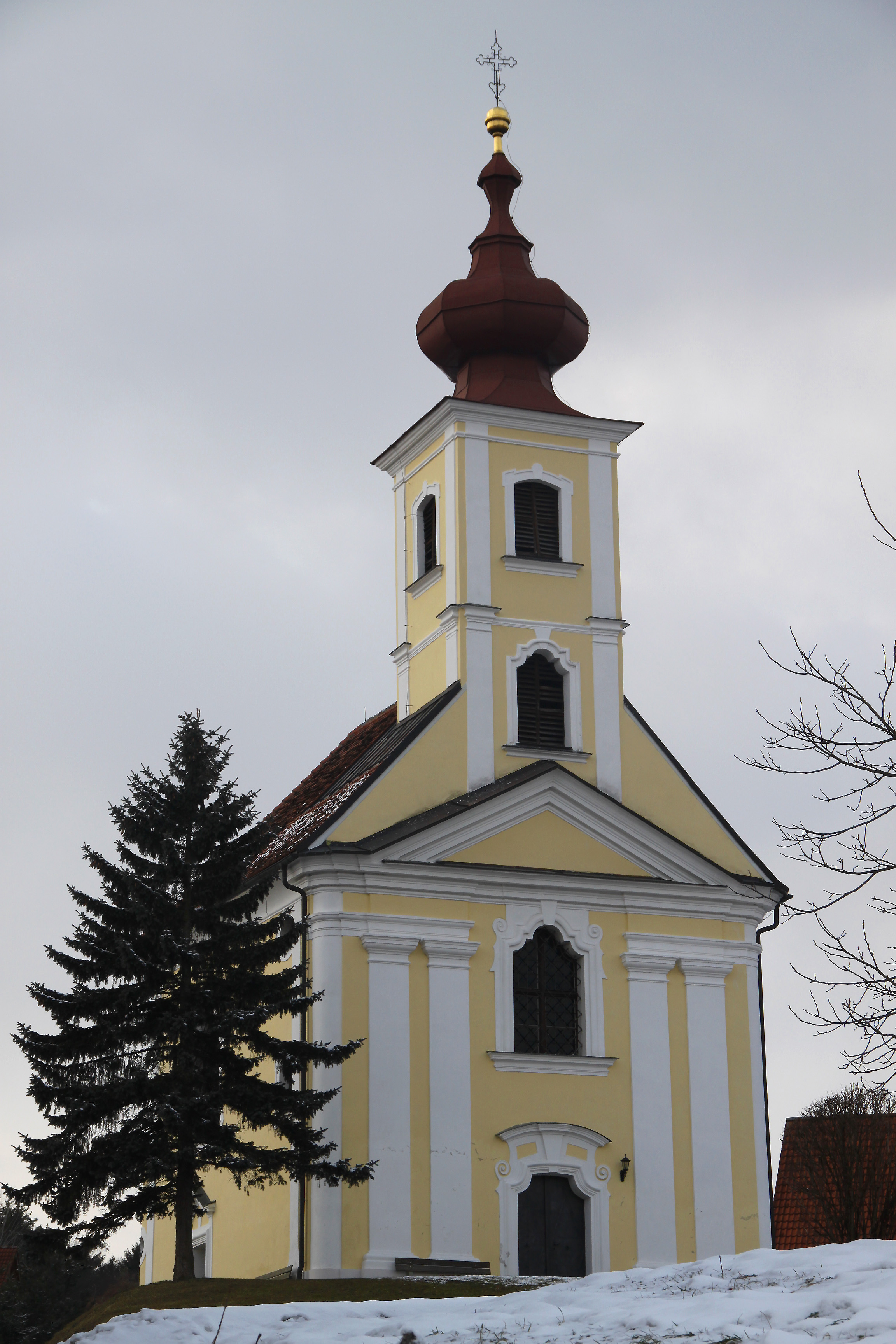
Kalvarienbergkirche

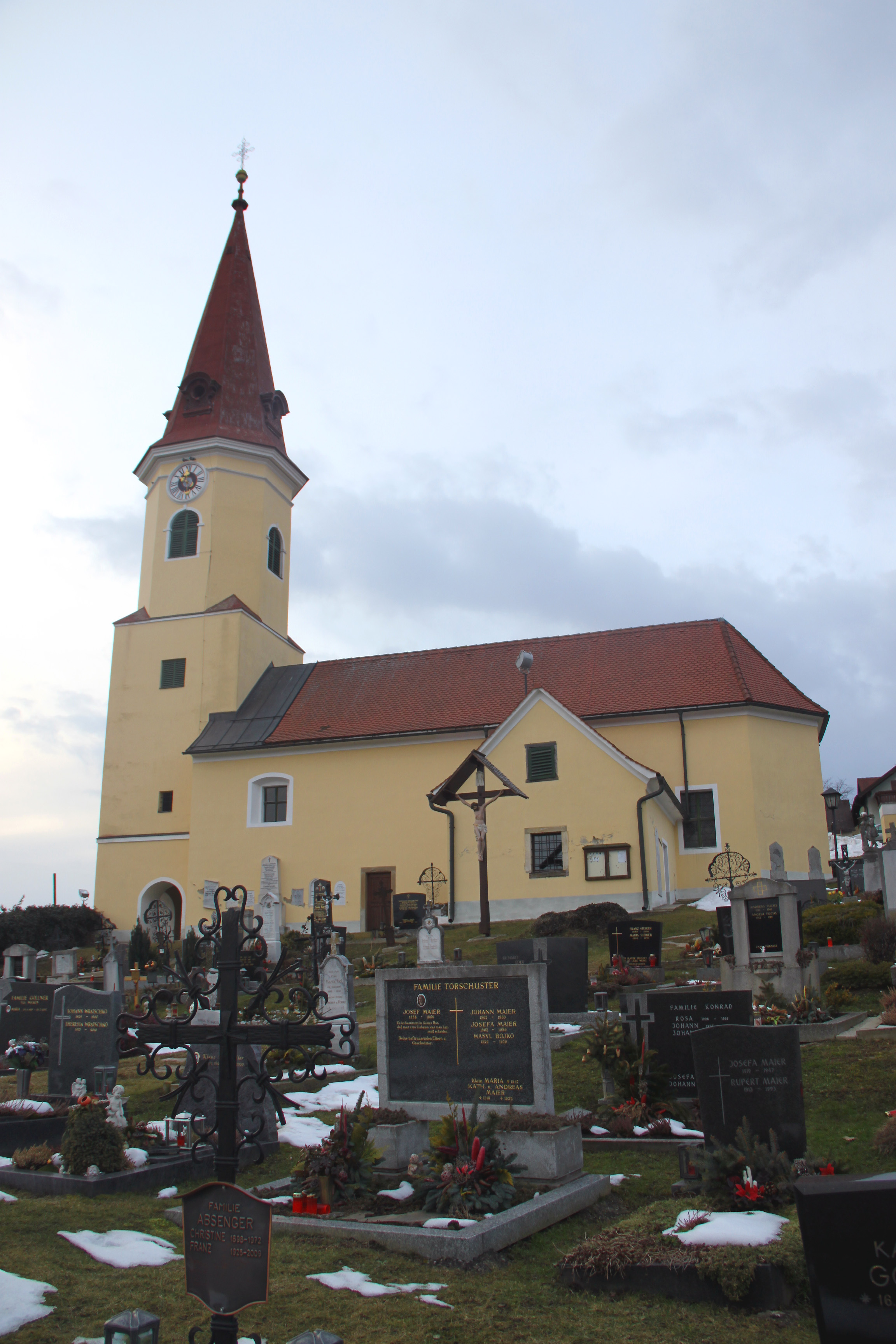
Filialkirche in St. Ulrich

Die Marktgemeinde Heiligenkreuz am Waasen liegt zwischen der Ost- und Südsteiermark, zirka 20 km südlich von Graz im Bezirk Leibnitz und hat 2920 Einwohner (Stand 1. Jänner 2024).

## Geografie

### Geografische Lage
Die Gemeinde liegt am Westrand des Stiefingtals im Norden des Bezirks Leibnitz.

### Gemeindegliederung
Das Gemeindegebiet umfasst folgende vier Ortschaften (in Klammern Einwohnerzahl Stand 1. Jänner 2024):
- Felgitsch (549)
- Heiligenkreuz am Waasen (1541)
- Sankt Ulrich am Waasen (690)
- Wutschdorf (140)

Die Gemeinde besteht aus folgenden Katastralgemeinden und weiteren Ortsteilen (Fläche Stand 31. Dezember 2023):
- Felgitsch (796,36 ha), mit Götzau, Götzauegg, Großfelgitsch, Großfelgitschberg, Kleinfelgitsch und Kleinfelgitschberg
- Heiligenkreuz am Waasen (743,55 ha), mit Bärndorf, Handlgraben, Mirsdorf, Prosdorf, Prosdorfberg und Steinegg
- St. Ulrich am Waasen (637,33 ha), mit Aschnull, Farching, Glaueregg, Grabenberg, Turning, Turningberg und Turningtal
- Wutschdorf (455,48 ha), mit Krottendorf, Lichtenwiesen, Rosental und Tropbach

### Gemeindezusammenlegungen
1963 wurden die Gemeinden Heiligenkreuz am Waasen und Felgitsch zusammengelegt. 2015 wurden die Gemeinden Heiligenkreuz am Waasen und St. Ulrich am Waasen zusammengelegt.

### Nachbargemeinden
|                      | Empersdorf                                  |                              |
| Fernitz-Mellach (GU) | Kompassrose, die auf Nachbargemeinden zeigt | Pirching am Traubenberg (SO) |
| Wildon               | Allerheiligen bei Wildon                    |                              |

## Geschichte
In der Besiedlungszeit um 1000 entstand eine Wehrburg, die im 15./16. Jahrhundert zum Schloss Waasen ausgebaut wurde. Waasen ist ein bairischer Begriff für Wiese an einer Stelle, wo Wald gerodet worden ist. Um 1850, als die Steuerbarkeit an das Schloss Waasen fiel, wurde der Ortsname von Heiligenkreuz an der Stieffen (heute Stiefen, rechter Nebenfluss der Stiefing) auf Heiligenkreuz am Waasen geändert.
Heiligenkreuz wurde erstmals 1265 im landesfürstlichen Urbar der Steiermark erwähnt. Bereits im Jahr 1271 ist eine eigene Pfarre nachweisbar.
1849 kam es als Folge der Revolution des Jahres 1848 zur Bildung der Gemeindeselbstverwaltung. 1984 wurde die Gemeinde zum Markt erhoben.
Am 31. Dezember 2015 fiel durch einen Brand, der um 13:30 Uhr entdeckt und bis 20 Uhr gelöscht wurde, das Hackschnitzel-Heizkraftwerk im Ort aus. Es versorgt etwa 500–600 Bürger und einige öffentliche Einrichtungen. Schon am folgenden Neujahrstag um 03:00 Uhr ging als Ersatz für voraussichtlich 4–6 Wochen ein beschaffter Ölkessel in Betrieb.

### Bevölkerungsentwicklung
| Heiligenkreuz am Waasen: Einwohnerzahlen von 1869 bis 2024 | Heiligenkreuz am Waasen: Einwohnerzahlen von 1869 bis 2024 | Heiligenkreuz am Waasen: Einwohnerzahlen von 1869 bis 2024 | Heiligenkreuz am Waasen: Einwohnerzahlen von 1869 bis 2024 | Heiligenkreuz am Waasen: Einwohnerzahlen von 1869 bis 2024 |
| ---------------------------------------------------------- | ---------------------------------------------------------- | ---------------------------------------------------------- | ---------------------------------------------------------- | ---------------------------------------------------------- |
| Jahr                                                       |                                                            |                                                            |                                                            | Einwohner                                                  |
| 1869                                                       | 1869                                                       |                                                            | 1.889                                                      | 1.889                                                      |
| 1880                                                       | 1880                                                       |                                                            | 1.929                                                      | 1.929                                                      |
| 1890                                                       | 1890                                                       |                                                            | 1.977                                                      | 1.977                                                      |
| 1900                                                       | 1900                                                       |                                                            | 2.044                                                      | 2.044                                                      |
| 1910                                                       | 1910                                                       |                                                            | 2.174                                                      | 2.174                                                      |
| 1923                                                       | 1923                                                       |                                                            | 1.992                                                      | 1.992                                                      |
| 1934                                                       | 1934                                                       |                                                            | 1.981                                                      | 1.981                                                      |
| 1939                                                       | 1939                                                       |                                                            | 1.937                                                      | 1.937                                                      |
| 1951                                                       | 1951                                                       |                                                            | 2.006                                                      | 2.006                                                      |
| 1961                                                       | 1961                                                       |                                                            | 1.914                                                      | 1.914                                                      |
| 1971                                                       | 1971                                                       |                                                            | 1.961                                                      | 1.961                                                      |
| 1981                                                       | 1981                                                       |                                                            | 1.960                                                      | 1.960                                                      |
| 1991                                                       | 1991                                                       |                                                            | 2.149                                                      | 2.149                                                      |
| 2001                                                       | 2001                                                       |                                                            | 2.546                                                      | 2.546                                                      |
| 2011                                                       | 2011                                                       |                                                            | 2.632                                                      | 2.632                                                      |
| 2021                                                       | 2021                                                       |                                                            | 2.874                                                      | 2.874                                                      |
| 2024                                                       | 2024                                                       |                                                            | 2.920                                                      | 2.920                                                      |
| Quelle(n): Statistik Austria, Gebietsstand 1.1.2021        |                                                            |                                                            |                                                            |                                                            |

## Kultur und Sehenswürdigkeiten

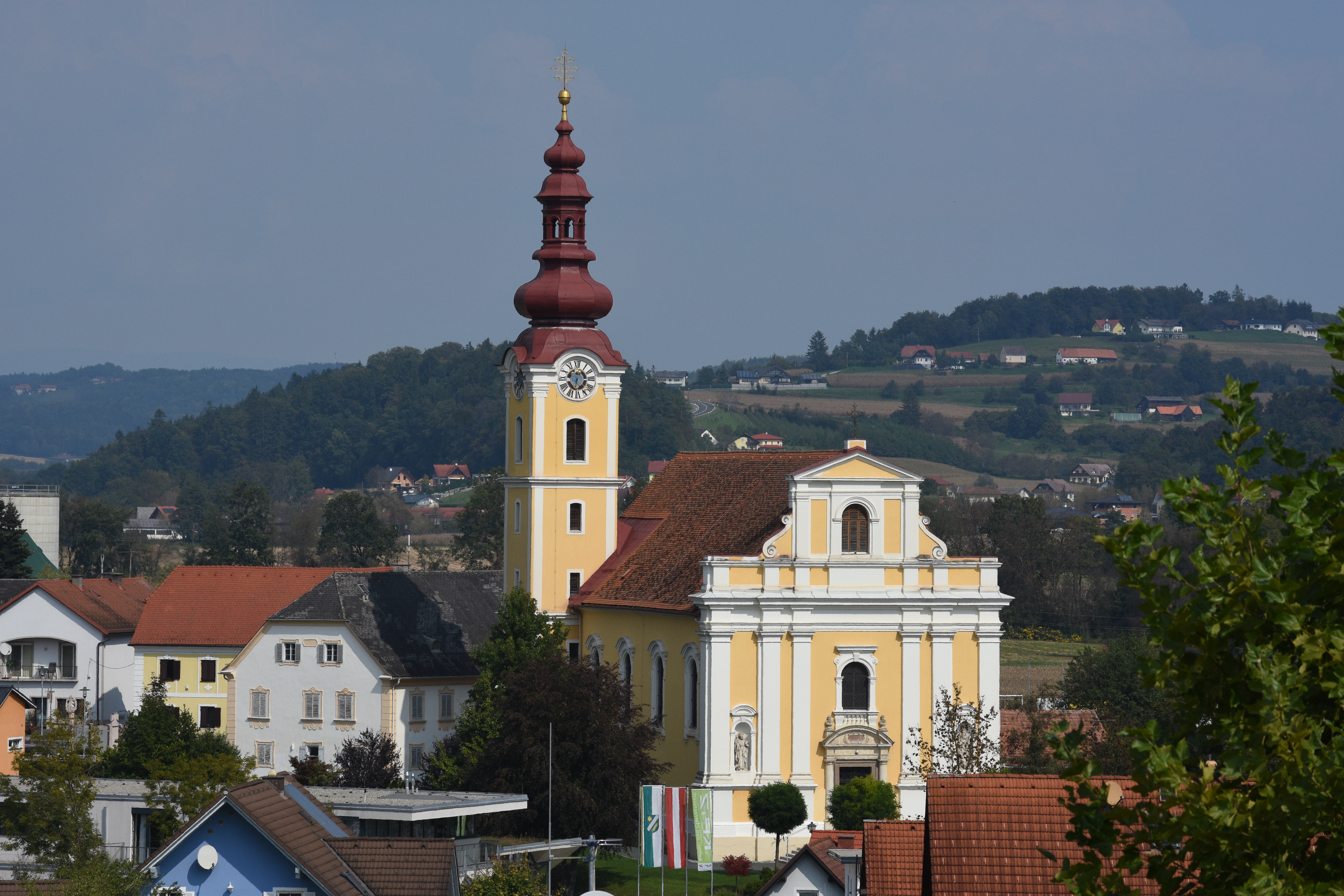
Pfarrkirche Heiligenkreuz am Waasen

- Katholische Pfarrkirche Heiligenkreuz am Waasen
- Neben der Pfarrkirche befindet sich der dreigeschoßige Pfarrhof, der 1790 bezogen wurde.[6]
- Kalvarienbergkirche: Die Kalvarienbergkirche ist der Schmerzhaften Mutter geweiht. Sie ist ein einschiffiger Bau mit einer Einturmfassade und wurde 1756 von Johann Georg Stengg errichtet. Der Innenraum besitzt einen annähernd quadratischen Grundriss, eine flache Altarnische und eine geschwungene Sängerempore. Am Altar befindet sich eine Beweinungsgruppe mit Engeln von 1762. Dahinter sind auf einem Fresko Engel mit den Arma Christi, Gottvater und eine Ansicht von Jerusalem dargestellt. Die Kanzel und das Bild der Unbefleckten Empfängnis stammen aus dem dritten Viertel des 18. Jahrhunderts.[7]

## Wirtschaft und Infrastruktur

### Tourismusverband
Die Gemeinde bildet gemeinsam mit Allerheiligen bei Wildon, St. Georgen an der Stiefing, Ragnitz, Pirching am Traubenberg, Empersdorf den Tourismusverband (TVB)„Stiefingtal“. Sein Sitz ist in Heiligenkreuz am Waasen.
Der TVB veranstaltete 2004–2019 jährlich im Juli und August jeden Mittwoch die „Stiefingtaler Schmankerltage“ und verausgabt einen eigenen Einkaufsgutschein, die „Stiefingtaler“, mit denen in der Region bezahlt werden kann.

### Freizeit
Viele Wanderwege führen vom Ort aus (325 m Seehöhe) in die nähere und weitere Umgebung auf die Hügel (bis zu 484 m), von denen man weit ins ost- und südsteirische Land sieht (Pirchingberg).
Der Ort ist ein Sommertourismusort und verfügt über Einrichtungen wie Privatzimmer, Gasthöfe, Urlaub am Bauernhof, Tennisplätze, Kegelbahn, Sportplatz, Reitmöglichkeiten, Kinderspielplatz, öffentliche Bücherei, Tankstellen, Autoreparaturwerkstätten, Geschäfte, Friseur, Raiffeisenkasse, Sparkasse, Postamt usw.; katholische Kirche, Apotheke, Ärzte im Ort. Außerdem gibt es einen öffentlichen Badeteich mit angeschlossenem Buschenschankbetrieb (Lipizzaner Franzl).

### Freiwillige Feuerwehr

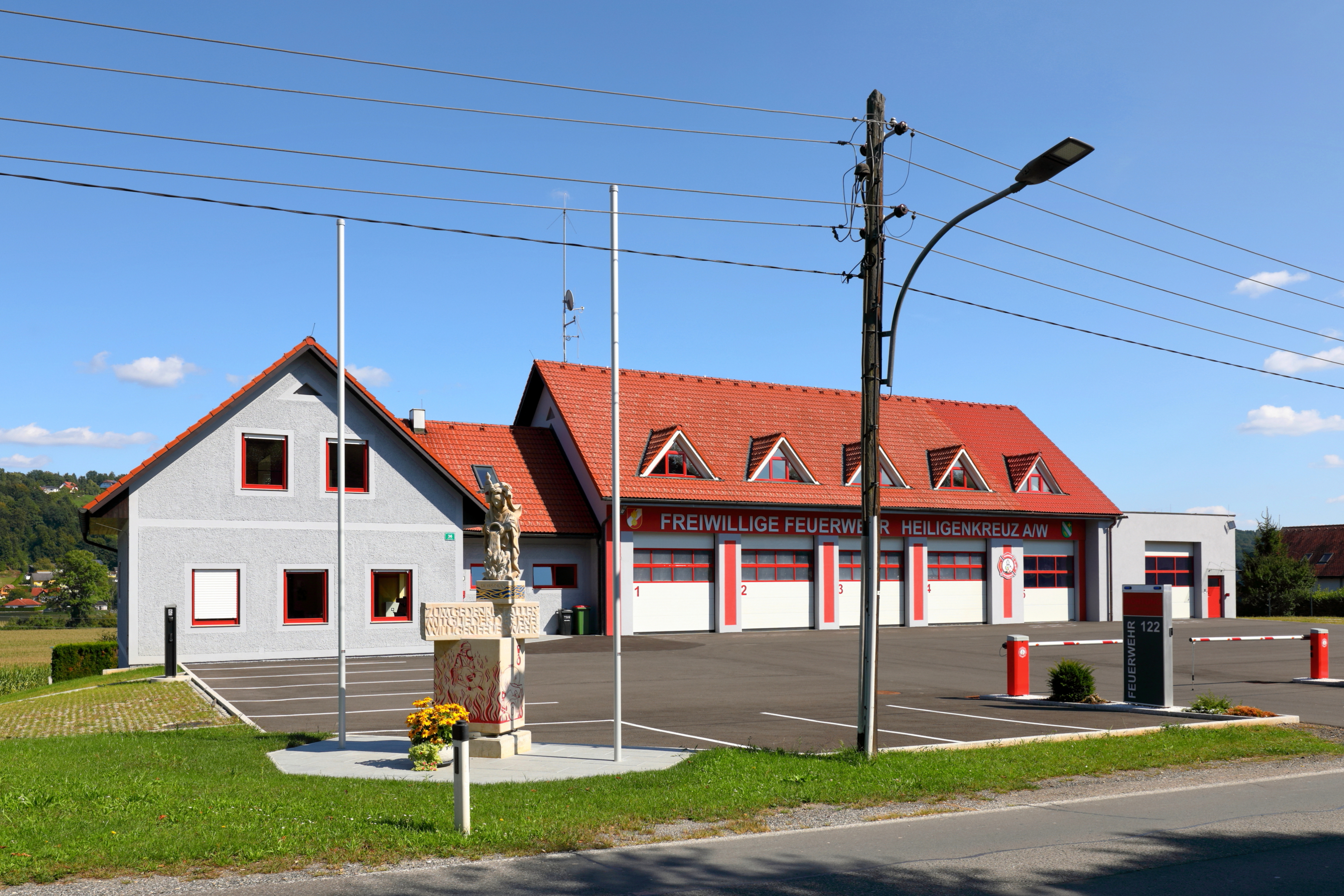
Rüsthaus der FF Heiligenkreuz am Waasen

Die Freiwillige Feuerwehr Heiligenkreuz am Waasen wurde am 18. Mai 1892 als Verein gegründet. Nachdem das alte Rüsthaus baufällig und zu klein war, beschloss die Gemeinde 1952 ein gemeinsames Rüst- und Gemeindehaus zu bauen, das am 30. August 1953 gesegnet wurde.
1991 entschied man sich ein neues (das dritte) Feuerwehrhaus um rd. 5,7 Mio. Schilling an der Grazer Straße zu bauen, Jahrhunderts am 16. Juli 1994 feierlich eröffnet wurde. Ab Februar 2019 erfolgte ein Zu- und Umbau des Rüsthauses um über 500.000 Euro, feierlich eröffnet und gesegnet am 17. Juli 2021.

## Politik

### Bürgermeister
Im Rahmen der konstituierenden Sitzung des Gemeinderats im April 2015 wurde Franz Platzer (ÖVP) zum Bürgermeister gewählt. Platzer wurde 1997 erstmals zum Bürgermeister von Heiligenkreuz am Waasen gewählt und behielt diese Funktion bis 31. Dezember 2014. Da aufgrund der Steiermärkischen Gemeindestrukturreform die vordem selbständige Gemeinde Sankt Ulrich am Waasen eingemeindet wurde, verlor der Bürgermeister seine Funktion. Ab 1. Jänner 2015 bis zur Neuwahl des Bürgermeisters führte Platzer die Geschäfte der fusionierten Gemeinde als Regierungskommissär weiter.
Dem Gemeindevorstand gehörten von 2015 bis 2020 weiters der Vizebürgermeister Rudolf Frühwirth (ÖVP) und der Gemeindekassier Norbert Felgitscher (ÖVP) an. Nach der Gemeinderatswahl 2020 wurden in der konstituierenden Sitzung am 23. Juli 2020 Thomas Weinzerl (ÖVP) zum Vizebürgermeister und Gerhard Hirschmann (FPÖ) zum Gemeindekassier gewählt.

### Chronik der Bürgermeister von Heiligenkreuz
| 1848–1861 | Joseph Uhl                                                |
| 1861–1874 | Johann Putz                                               |
| 1874–1881 | Schemmerl                                                 |
| 1881–1886 | Johann Putz                                               |
| um 1886   | Karl Mayer                                                |
| 1902      | Josef Sitzwohl                                            |
| 1902–1908 | Felix Winkler                                             |
| 1908–1916 | Josef Weinzerl                                            |
| um 1916   | Johann Zingauer                                           |
| 1919      | Vinzenz Fröhlich                                          |
| 1919–1945 | Rudolf Platzer                                            |
| 1945–1968 | Leonhard Weinzerl                                         |
| 1968–1992 | Johann Weinzerl                                           |
| 1992–1997 | Franz Bammer                                              |
| 1997–2025 | Franz Platzer (Jänner–April 2015 als Regierungskommissär) |
| seit 2025 | Thomas Weinzerl                                           |

### Gemeinderat
Der Gemeinderat besteht aus 15 Mitgliedern. Nach dem Ergebnis der Gemeinderatswahl 2020 setzt sich dieser wie folgt zusammen:
- 8 Mandate ÖVP
- 1 Mandat SPÖ
- 4 Mandate FPÖ
- 2 Mandate Die Grünen

| Partei                 | 2020    | 2020 | 2020    | 2015              | 2015              | 2015              | 2010             | 2010             | 2010             | 2010             | 2010             | 2010             | 2005             | 2005             | 2005             | 2005             | 2005             | 2005             | 2000             | 2000             | 2000             | 2000             | 2000             | 2000             |
| Partei                 |         |      |         | Fusions- gemeinde | Fusions- gemeinde | Fusions- gemeinde | Heiligen- kreuz  | Heiligen- kreuz  | Heiligen- kreuz  | St. Ulrich       | St. Ulrich       | St. Ulrich       | Heiligen- kreuz  | Heiligen- kreuz  | Heiligen- kreuz  | St. Ulrich       | St. Ulrich       | St. Ulrich       | Heiligen- kreuz  | Heiligen- kreuz  | Heiligen- kreuz  | St. Ulrich       | St. Ulrich       | St. Ulrich       |
| Partei                 | Stimmen | %    | Mandate | St.               | %                 | M.                | St.              | %                | M.               | St.              | %                | M.               | St.              | %                | M.               | St.              | %                | M.               | St.              | %                | M.               | St.              | %                | M.               |
| ---------------------- | ------- | ---- | ------- | ----------------- | ----------------- | ----------------- | ---------------- | ---------------- | ---------------- | ---------------- | ---------------- | ---------------- | ---------------- | ---------------- | ---------------- | ---------------- | ---------------- | ---------------- | ---------------- | ---------------- | ---------------- | ---------------- | ---------------- | ---------------- |
| ÖVP                    | 782     | 54   | 8       | 1067              | 68                | 11                | 707              | 63               | 10               | 157              | 29               | 3                | 612              | 57               | 9                | 277              | 56               | 5                | 693              | 68               | 11               | 142              | 30               | 3                |
| SPÖ                    | 121     | 8    | 1       | 0238              | 15                | 02                | 220              | 19               | 03               | 194              | 36               | 3                | 284              | 27               | 4                | 221              | 44               | 4                | 139              | 14               | 02               | 252              | 54               | 5                |
| FPÖ                    | 356     | 25   | 4       | 0271              | 17                | 02                | 119              | 11               | 01               | nicht kandidiert | nicht kandidiert | nicht kandidiert | 069              | 06               | 1                | nicht kandidiert | nicht kandidiert | nicht kandidiert | 097              | 10               | 01               | 73               | 16               | 1                |
| Überparteiliche Liste  |         |      |         | nicht kandidiert  | nicht kandidiert  | nicht kandidiert  | 085              | 08               | 01               | nicht kandidiert | nicht kandidiert | nicht kandidiert | 100              | 09               | 1                | nicht kandidiert | nicht kandidiert | nicht kandidiert | 091              | 09               | 01               | nicht kandidiert | nicht kandidiert | nicht kandidiert |
| Bürger-Liste-Kickmaier |         |      |         | nicht kandidiert  | nicht kandidiert  | nicht kandidiert  | nicht kandidiert | nicht kandidiert | nicht kandidiert | 187              | 35               | 3                | nicht kandidiert | nicht kandidiert | nicht kandidiert | nicht kandidiert | nicht kandidiert | nicht kandidiert | nicht kandidiert | nicht kandidiert | nicht kandidiert | nicht kandidiert | nicht kandidiert | nicht kandidiert |
| Die Grünen             | 194     | 13   | 2       |                   |                   |                   |                  |                  |                  |                  |                  |                  |                  |                  |                  |                  |                  |                  |                  |                  |                  |                  |                  |                  |
| Wahlberechtigte        | 2355    | 2355 | 2355    | 2.295             | 2.295             | 2.295             | 1.484            | 1.484            | 1.484            | 633              | 633              | 633              | 1.355            | 1.355            | 1.355            | 612              | 612              | 612              | 1.287            | 1.287            | 1.287            | 570              | 570              | 570              |
| Wahlbeteiligung        | 63 %    | 63 % | 63 %    | 70 %              | 70 %              | 70 %              | 77 %             | 77 %             | 77 %             | 86 %             | 86 %             | 86 %             | 79 %             | 79 %             | 79 %             | 84 %             | 84 %             | 84 %             | 81 %             | 81 %             | 81 %             | 84 %             | 84 %             | 84 %             |

### Wappen
Das Recht zur Führung eines Gemeindewappens wurde Heiligenkreuz am Waasen 1959 von der Steiermärkischen Landesregierung verliehen.

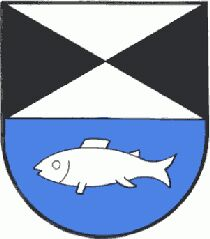
St. Ulrich

St. Ulrich wurde das Recht zur Führung des Gemeindewappens mit Wirkung vom 1. November 1961 verliehen. Die Wappenbeschreibung lautete:
„Im geteilten Schild das obere Feld von Silber und Schwarz schräggeviert, das untere blaue Feld mit einem silbernen Fisch belegt.“
Wegen der Gemeindezusammenlegung verloren beide Wappen mit 1. Jänner 2015 die offizielle Gültigkeit.
Die Wiederverleihung an die Fusionsgemeinde erfolgte mit Wirkung vom 15. Juni 2016.

Die (geänderte) Blasonierung lautet:
„In grünem Schild ein silberner Schrägrechtsbalken, begleitet hinten von einem goldenen Kreuz mit Winkelstrahlen, vorn von einer schräggestellten goldenen Ähre.“

## Persönlichkeiten

### Ehrenbürger
- Ingeborg Destaller († 2022), Volksschuldirektorin 1973–1992[18]
- Frieder Konrad († 2020), Schuldirektor i. R.
- Josef Niegelhell (1938–2021), Feuerwehrkommandant i. R.[19]

### Mit der Gemeinde verbundene Persönlichkeiten
- Vinzenz Schwab (* 1981 in Heiligenkreuz am Waasen), elektroakustischer Komponist und Sound Designer
- David Miesmer (* 1983), Schauspieler und Sprecher
- Gerhard Hirschmann (* 1993), Politiker